# Szabolcs-Szatmár-Bereg vármegyei 2. sz. országgyűlési egyéni választókerület
A Szabolcs-Szatmár-Bereg vármegyei 2. sz. országgyűlési egyéni választókerület egyike annak a 106 választókerületnek, amelyre a 2011. évi CCIII. törvény Magyarország területét felosztja, és amelyben a választópolgárok egy-egy országgyűlési képviselőt választhatnak. 02. számú országgyűlési egyéni választókerület
A választókerület nevének szabványos rövidítése: Szabolcs-Szatmár-Bereg 02. OEVK. Székhelye: Nyíregyháza

## Területe
A választókerület az alábbi településeket foglalja magába:
1. Balsa
2. Buj
3. Gávavencsellő
4. Ibrány
5. Kálmánháza
6. Kótaj
7. Nagycserkesz
8. Nyíregyháza a választókerülethez tartozó része, melynek határa: A Buj felől érkező vasútvonal városhatáron való belépési pontjától a vasútvonal a Kótaji útig, a Kótaji út páros oldala a Stadion utcáig, a Vasvári Pál utca páros oldala az Északi körútig, az Északi körút (házszámok nélkül) a Rákóczi útig, a Mező utca páros oldala a Bethlen Gábor utcáig, a Bethlen Gábor utca páratlan oldala a vasútvonalig, a Nagykálló felé haladó vasútvonal a városhatáron való kilépéséig, a városhatár az óramutató járásával megegyező irányban a Buj felől érkező vasútvonal városhatáron való belépési pontjáig terjedő szakaszok által körbezárt terület.
9. Nyírtelek
10. Paszab
11. Rakamaz
12. Szabolcs
13. Szorgalmatos
14. Timár
15. Tiszabercel
16. Tiszadada
17. Tiszadob
18. Tiszaeszlár
19. Tiszalök
20. Tiszanagyfalu
21. Tiszavasvári

## Országgyűlési képviselője
| Név              | Párt                                         | Párt        | Terminus | Megjegyzés                                   |
| ---------------- | -------------------------------------------- | ----------- | -------- | -------------------------------------------- |
| Dr. Vinnai Győző |                                              | Fidesz-KDNP | 2014 –   | A 2014-es országgyűlési választás eredménye: |
| Dr. Vinnai Győző | A 2018-as országgyűlési választás eredménye: | Fidesz-KDNP | 2014 –   |                                              |
| Dr. Vinnai Győző | A 2022-es országgyűlési választás eredménye: | Fidesz-KDNP | 2014 –   |                                              |

## Demográfiai profilja
| Iskolai végzettség                | Iskolai végzettség               | Iskolai végzettség | Iskolai végzettség | Iskolai végzettség |
| --------------------------------- | -------------------------------- | ------------------ | ------------------ | ------------------ |
|                                   |                                  |                    |                    | fő                 |
| Általános iskolát nem végezte el  | Általános iskolát nem végezte el |                    | 3084               | 3084               |
| Általános iskola                  | Általános iskola                 |                    | 18448              | 18448              |
| Szakmunkás                        | Szakmunkás                       |                    | 17574              | 17574              |
| Érettségi                         | Érettségi                        |                    | 20463              | 20463              |
| Diploma                           | Diploma                          |                    | 10960              | 10960              |
| A 2022. évi népszámlálás szerint. |                                  |                    |                    |                    |

A Szabolcs-Szatmár-Bereg vármegyei 2. sz. választókerület lakónépessége 2022. október 1-jén 88 833 fő volt. A 2011-es és a 2022-es népszámlálás között 7175 fővel csökkent a választókerület lakosság száma. A választókerületben a korösszetétel alapján a legtöbben a középkorúak élnek 30 622 fővel, míg a legkevesebben az időskorúak 15 873 fővel. A választókerület lakosságának a 79,5%-nál van internet elérési lehetőség.
A legmagasabb befejezett iskolai végzettség szerint az érettségi végzettséggel rendelkezők élnek a legtöbben 20 586 fő, utánuk a következő nagy csoport az általános iskolai végzettségűek 18 448 fővel.
Gazdasági aktivitás szerint a lakosság közel fele foglalkoztatott 39 288 fő, második legjelentősebb csoport az inaktív keresők, akik főleg nyugdíjasok 20 283 fővel.
A választókerület legjelentősebb nemzetiségi csoportja a cigány 3260 fő, illetve a német 411 fő. Magyar állampolgársággal nem rendelkező külföldi állampolgárok aránya 0,5%.
Vallási összetétel szerint a választókerületben lakók legnagyobb vallása a római katolikus (12 222 fő), valamint jelentős közösség még a reformátusok (12 078 fő). A vallási közösséghez nem tartozók száma szintén jelentős (8923 fő), a választókerületben a harmadik legnagyobb csoport a római katolikusok és a reformátusok után.

## Országgyűlési választások
| Párt                             |           | Jelölt                | Szavazatok | %     | ± %   |
| -------------------------------- | --------- | --------------------- | ---------- | ----- | ----- |
| Fidesz-KDNP                      |           | Vinnai Győző          | 26 277     | 58.13 | 10.24 |
| Egységben Magyarországért        |           | Aranyos Gábor         | 14 759     | 32.65 | 16.74 |
| Mi Hazánk                        |           | Kovács Koppány Zoltán | 2823       | 6.25  | Új    |
| Független                        |           | Kanalas Melinda       | 476        | 1.05  | Új    |
| MEMO                             |           | Kardos Ferenc         | 448        | 0.99  | Új    |
| Normális Párt                    |           | Gurcsák László        | 417        | 0.92  | Új    |
| Megjelent                        | Megjelent | Megjelent             | 45 971     | 64.38 | 0.68  |
| A Fidesz-KDNP tartja a körzetet. |           |                       |            |       |       |

| Párt                             |           | Jelölt           | Szavazatok | %     | ± %  |
| -------------------------------- | --------- | ---------------- | ---------- | ----- | ---- |
| Fidesz-KDNP                      |           | Vinnai Győző     | 22 395     | 47.89 | 4.81 |
| Jobbik                           |           | Fülöp Erik       | 16 393     | 35.05 | 7.41 |
| DK                               |           | Helmeczy László  | 4909       | 10.5  | 11.8 |
| LMP                              |           | Cselószki Tamás  | 1303       | 2.79  | 0.54 |
| MKKP                             |           | Csinger Marianna | 372        | 0.78  | Új   |
| Momentum                         |           | Szántó Gábor     | 493        | 1.05  | Új   |
| Egyéb pártok                     |           |                  | 1275       | 2.72  | 1.89 |
| Megjelent                        | Megjelent | Megjelent        | 47 527     | 65.06 | 6.47 |
| A Fidesz-KDNP tartja a körzetet. |           |                  |            |       |      |

| Párt                                |           | Jelölt        | Szavazatok | %     | ± % |
| ----------------------------------- | --------- | ------------- | ---------- | ----- | --- |
| Fidesz-KDNP                         |           | Vinnai Győző  | 18 322     | 43.08 |     |
| Jobbik                              |           | Gyüre Csaba   | 11 755     | 27.64 |     |
| Összefogás                          |           | Juhász Ferenc | 9485       | 22.3  |     |
| LMP                                 |           | Tóth Miklós   | 957        | 2.25  |     |
| Szociáldemokraták                   |           | Koji Attiláné | 60         | 0.14  |     |
| Egyéb pártok                        |           |               | 1952       | 4.61  |     |
| Megjelent                           | Megjelent | Megjelent     | 43 158     | 58.59 |     |
| A Fidesz-KDNP nyeri meg a körzetet. |           |               |            |       |     |

## Ellenzéki előválasztás – 2021
| Frakció                             |                 | Jelölő szervezetek            | Jelölt          | Szavazatok | %     |
| ----------------------------------- | --------------- | ----------------------------- | --------------- | ---------- | ----- |
| MSZP                                |                 | MSZP, Párbeszéd, Momentum, DK | Aranyos Gábor   | 1389       | 48.58 |
| Jobbik                              |                 | Jobbik, LMP                   | Gyüre Csaba     | 956        | 33.44 |
| ÚVNP/LMP                            |                 | ÚVNP, MMM                     | Kiss Krisztián  | 514        | 17.98 |
| Összes szavazat                     | Összes szavazat | Összes szavazat               | Összes szavazat | 2859       |       |
| Aranyos Gábor nyeri meg a körzetet. |                 |                               |                 |            |       |